# Cibra acuta
Cibra acuta är en insektsart som beskrevs av Young 1977. Cibra acuta ingår i släktet Cibra och familjen dvärgstritar. Inga underarter finns listade i Catalogue of Life.